# 1794 a tudományban
Az 1794. év a tudományban és a technikában.

## Díjak
- Copley-érem: Alessandro Volta

## Születések
- január 7. - Heinrich Wilhelm Schott botanikus († 1865)
- augusztus 15. - Elias Magnus Fries botanikus († 1878)

## Halálozások
- március 28. – Marquis de Condorcet matematikus (* 1743)
- május 8. – Antoine Lavoisier kémikus (* 1743)